# 卜凱瑟琳

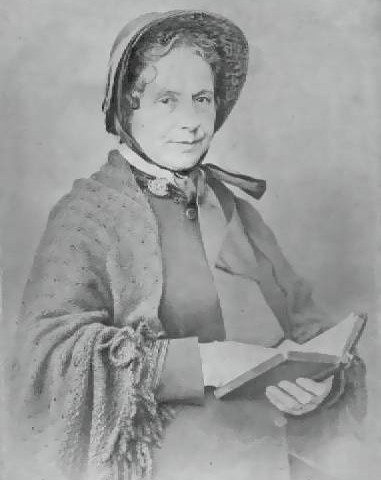
卜凱賽琳

卜凱賽琳（Catherine Booth，1829年1月17日—1890年10月4日），原名凱賽琳·孟福特（Catherine Mumford），生於英國的德比郡，救世軍的創始人卜維廉的妻子，被稱為「救世軍之母」。